# ناسما

ناسما شهری در شهرستان فارا در استان باله در بورکینافاسوی جنوبی است و جمعیت آن ۱۵۲ نفر است.